# Stazione di Reggio Calabria Catona
La stazione di Reggio Calabria Catona è una fermata ferroviaria posta sulla linea Battipaglia-Reggio Calabria a servizio del quartiere di Catona. La fermata risulta attiva dal 1881, come punto di servizio per il quartiere di Catona.
In passato era dotata di un fabbricato viaggiatori oggi in disuso,(ma ancora in piedi e accessibile) nel cui piano superiore c'era l'appartamento del capostazione. Con la razionalizzazione delle piccole fermate nel corso del tempo, ha subito una riduzione del servizio passeggeri, rimanendo attiva per i treni regionali.

## Strutture e impianti
La stazione è dotata di banchine semplici collegate da un sottopassaggio con pensiline e 2 binari, è ad oggi impresenziata, ma è presente un'obliteratrice accanto alle panchine della stazione.
È dotata di Illuminazione e segnaletica standard RFI ed è presente un tabellone per gli orari cartaceo e uno elettronico con altoparlante.

## Prospettive future
La fermata rientra nel sistema di trasporto metropolitano di Reggio Calabria. Nonostante le dimensioni ridotte, è oggetto di attenzione nei piani di riqualificazione urbana e mobilità sostenibile dell'area nord della città.

## Movimento
La fermata è servita dai treni del servizio ferroviario suburbano di Reggio Calabria: 
- Minuetto
- Alcuni Ale 668.1200
- Pop

Con treni diretti a:
- Melito di Porto Salvo
- Reggio Calabria Centrale
- Tropea
- Lamezia Terme Centrale

Solitamente, il nome con cui vengono espressi i treni è "Tropea Line".

## Galleria d'immagini

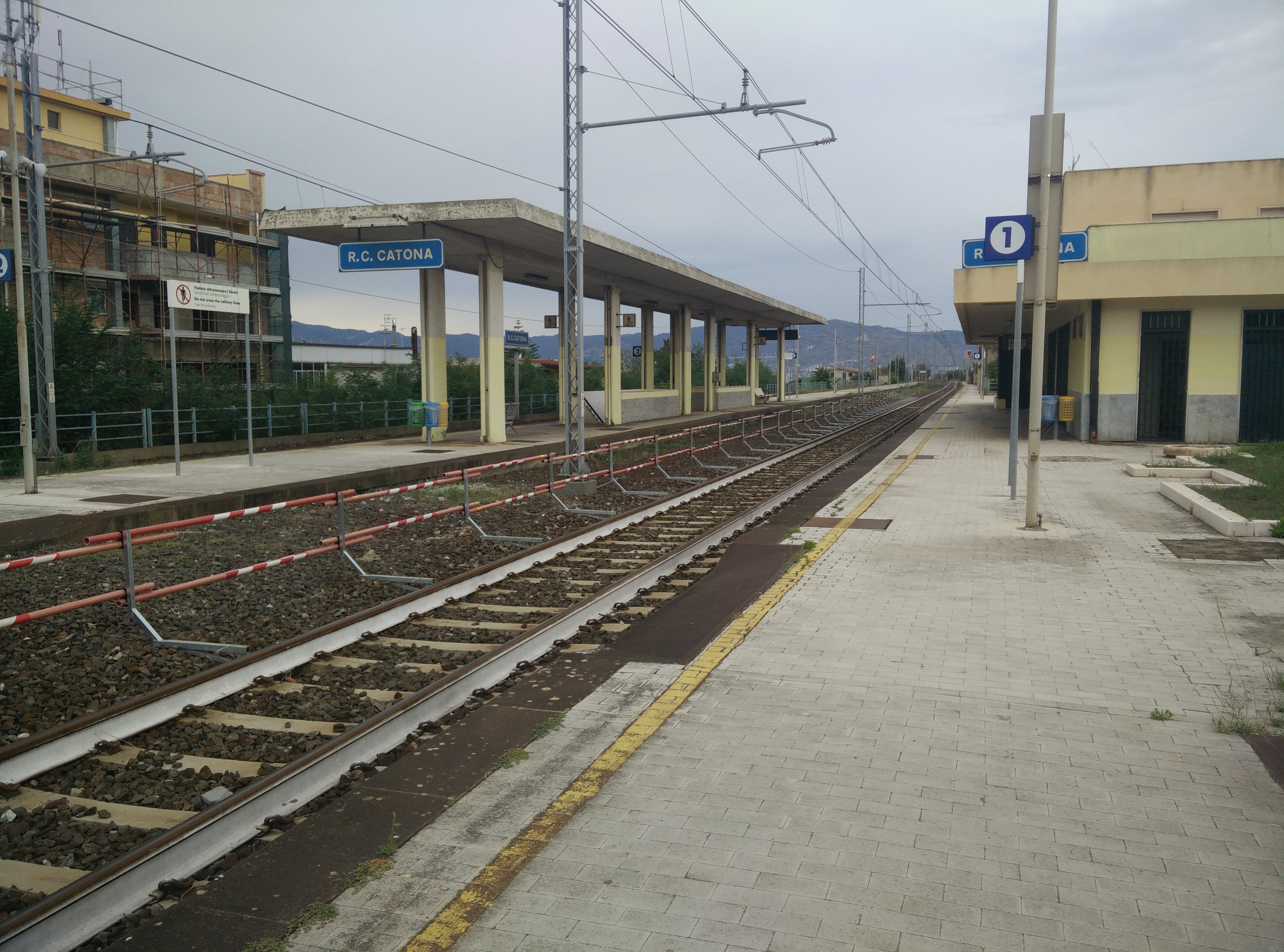
Vista dei binari dall'interno della stazione.